# العقيدات
العقيدات (العكيدات) عيال الأبرز قبيلة عربية زُبيدية. طائية.
مناطق تركزهم على ضفاف نهر الفرات في سوريا والعراق وفي قطر وفي البحرين. وهي من أكبر قبائل الشام وما بين الرافدين.

## النسب
العقيدات هم من قبيلة زُبيد من طيء فهم أبناء علي بن سالم بن صهيب آل جحش الزُبيدي ودخل معهم بعض الأحلاف من قبيلة شمر (عشيرة البوليل الضيغمية).
ولعلي بن سالم بن صهيب آل جحش الزبيدي ولدان هما:
- ساري (جد فخذ البو سرايا) وأخوالهم عشيرة المسعود الشمرية[26][27]
- غنام وله أربعة أولاد هم:[28][29]
- كامل؛ (جامل؛ تلفظ الكاف ch مفخمة) ومنه فخذ البو جامل
- كمال؛ (جمال؛ تلفظ الكاف ch مفخمة) ومنه فخذ البو جمال، ومدينة البوكمال السورية الحدودية مع العراق أخذت اسمها من هذا الفخذ، وهي تُعد عاصمة له.[30]
- زامل؛ ومنه فخذ البو زامل (الشعيطات)
- زمال؛ وليس له ذرية

## أقرب القبائل نسباً مع العقيدات
أقرب القبائل نسباً مع قبيلة العقيدات هي قبيلة البوسرايا الزبيدية ) المنتشرة على ضفاف نهر الفرات وفي عموم العراق، وبعض أنحاء تركيا . فالبوسرايا نسبها الى يرجع محمد الملقب (ساري) بن علي السالم الصهيبي الزبيدي. فهي تلتقي مع العقيدات بالجد علي السالم الصهيبي.
ثم يليها بالقرابة من قبائل الزبيد:
 قبائل الدليم والجبور والبو سلطان واللهيب والعونان والجنابيين.
ثم يلي ذلك بالقرابة مع العقيدات أبناء عمومتها من قبائل طيء؛ مثل طيء الجزيرة الفراتية في سوريا والعراق وبني لام و (طيء شمر) و (طيء الضفير) وبني صخر وطيء بني كثير.

## التسمية

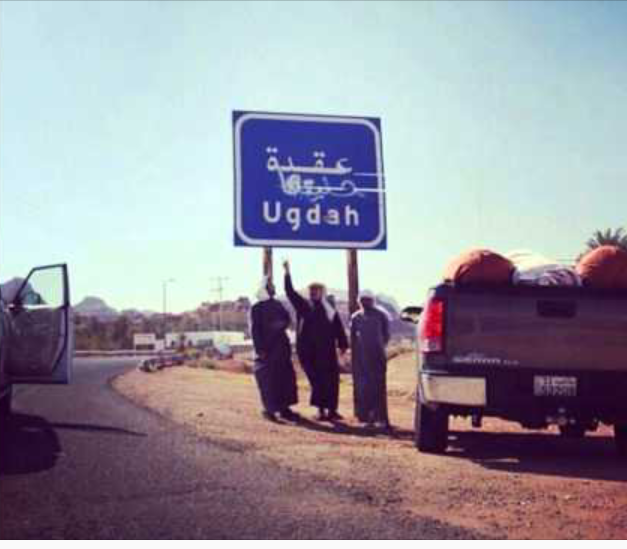
بلدة عقدة في حائل عاصمة إمارة الزبيد

سُمّوا بالعقيدات نسبة إلى بلدة عقدة في حائل وذلك بعد أن هاجروا منها نحو ضفاف نهر الفرات في العراق وسوريا، حيث كانوا آخر الزُبيّديين الذين هاجروا من عقدة حائل في نجد نحو الشمال، فيما يُعرف بآخر الهجرات البدوية الكبرى من شبه الجزيرة العربية التي ذكرها العلامة أحمد وصفي زكريا في كتاب عشائر الشام؛ والتي شكلتها هجرة بني خالد من الأحساء في القرن الحادي عشر الهجري ثم هجرة الزُبيديين من عقدة في حائل (العقيدات) في نفس القرن، ثم هجرة شمّر وعنزة في القرن الهجري الثاني عشر والثالث عشر.

## النخوة وصيحة الحرب
نخوتهم العامة: (أَبْرَزْ)، ويُعرفون بعيال الأبرز وبالبُرْزان. وذلك نسبةً لمنطقة برزان في حائل.
وقد قال الشاعر خلف السراوي (من فخذ البو سرايا):

## اللهجة
لهجتهم خليط من اللهجة النجدية واللهجة العراقية

## بعض ما قيل عنهم في كتب التاريخ
- قال عنهم البارون المستشرق ماكس فون أوبنهايم ومساعداه الدكتور ورنر كاسكل وآرش برونيلش في موسوعتهم الكبيرة؛ موسوعة البدو:

((يمثل العقيدات، سكان الفرات الأوسط، أكبر قبيلة في بلاد الرافدين، وهم إلى هذا ميّالون جداً إلى الحرب، ومحاربون أشدّاء، وسّعوا منطقتهم عبر حروب متواصلة، ودافعوا عن حرّيتهم ببسالة، ضد الأتراك أول الأمر، ثم ضد الإنكليز والفرنسيين في الحقبة الأخيرة، وهم من أكثر قبائل الفرات جبروتاً.))
- وقال عنهم الشيخ محمد البسام التميمي النجدي في كتابه الدرر المفاخر في أخبار العرب الأواخر الذي كتبه عام 1818:

((«العقيدات» بجانب الشامية القول فيهم أنهم ذهاب المحن وأرباب المدن وبدر الليل، وإن أجن، عوايدهم جميلة، وفوائدهم جليلة سقمانهم ألفان، وفرسانهم ثمانمائة.))
- وقال عنهم العلامة أحمد وصفي زكريا في كتاب عشائر الشام:

((العقيدات عشيرة كبيرة تُعد من أكبر العشائر الريفية في بلاد الشام عدداً، وأوسعها منازلاً ومحارثاً ومزارعاً، وأبعدها في باب الوثوب والمقارعة أثراً.))
- وقال عنهم في نفس الكتاب أيضا في فقرة عشائر مدينة حماة:

((عقيدات مدينة حماة، أصلهم من قبيلة العقيدات الكبيرة المستقرة في وادي الفرات في محافظة دير الزور، وهم على قلّتهم يعدون ذوي بأس شديد بين العشائر، يعادون ويصالحون وحدهم. ومن وقائعهم التي تُذكر بإعجاب أنهم في سنة 1921 م، دهمهم غزو كبير من الأسبعة من عنزة ومن الحديديين واستاقوا مواشيهم، وكانوا العقيدات في قلّة، لكنهم هبوا للدفاع واقتفوا أثر الغزاة، واشتبكوا في معركة دامية استبسلوا فيها، وقتلوا عدداً من أخصامهم، واستخلصوا كثيراً من منهوباتهم))
- قال عنهم الأستاذ سلطان بن طريخم السرحاني في كتاب (جامع أنساب العرب):

((العقيدات من عشائر بادية الشام، وتعود في الأصل إلى عشيرة زبيد القحطانية. وهي ذات سلطة ونفوذ في أنحاء دير الزور إحدى محافظات الجمهورية العربية السورية ولها أيام معدودة ما بينها وبين شمر والدليم والعمارات والفدعان والموالي. وهي ذات صيت وساعدت في طرد الفرنسيين من بلاد سورية، كذلك ساهمت في الحروب ضد الأتراك أثناء إعلان الحرب عليهم من قبل الشريف حسين أمير مكة))
- وقال عنهم الدكتور الشيخ النسابة علي العنزي في برنامجه التلفزيوني (القبائل):

((العقيدات قبيلة كبرى، وهم قوم ذوو بسالة وأشداء وفرسان لا يُشقُّ لهم غبار))
رابط الحلقة على يوتيوب:
اضغط هنا

## تاريخ العقيدات

### تاريخ العقيدات في نجد والجزيرة العربية
كان الزبيد مُلازمين في ترحالهم لإخوانهم من قبيلة طيء العربية، واستوطنوا جميعاً في حائل، ثم كانت لهم إمارة الجبلين في حائل في القرن الثامن والتاسع الهجري حتى بداية القرن العاشر الهجري.
وكان آخر أمرائهم هناك هو بهيج بن ذبيان الزبيدي الطائي، الملقب بسلطان البر. وقد نص على ذلك المؤرخ ابن عقيل الظاهري والعلامة عباس العزاوي والدكتور المؤرخ عبد الله الصالح العثيمين والدكتور علي الشواخ الشعيبي والمؤرخ عبد الرحمن السويداء ومؤرخ الجزيرة العربية العلامة حمد الجاسر وغيرهم.
وفي عهد بهيج بن ذبيان الزبيدي كانت قد وصلت آنذاك من الجنوب إلى حائل قبيلة عبدة الضيغمية المشهورة بالسناعيس، لتنضم إليها قبيلتي الأسلم وزوبع الطائيتين، مشكلين بذلك جبهة كبيرة وقوية ضد بهيج وقومه الزبيد وحلفائهم من قبيلة بني لام الطائية، لينتهي الأمر بإجلاء بهيج عن حكم الجبلين ، والذي كان يتخذ من قرية عقدة التي ينتسب لها العقيدات الزبيد عاصمة لها. وليرحل نحو العراق، ولتنشأ بعد ذلك إمارة قبيلة شمر بزعامة الضياغم وأمرائهم آل علي ثم آل الرشيد.
وبعد خروج بهيج بن ذبيان من عقدة تتابع لحاق الزبيد له نحو الشمال؛ من فرق الجبور والدليم  والعزة واللهيب والبو سلطان وغيرها. وكان آخر من هاجر من الزبيد نحو الشمال هم الزبيد من أبناء علي السالم الصهيبي الذين كانوا يسكنون في عقدة ونواحيها، فسمووا بالعقيدات تمييزا لهم عمن سبقهم من أبناء عمومتهم إلى وادي الفرات الأوسط في سوريا والعراق. وكانت هجرتهم في بدايات القرن الحادي عشر الهجري؛(1010إلى 1030 هجرية)، الموافق لبدايات القرن السابع عشر الميلادي؛ (1600 إلى 1630 ميلادية). فيما يعرف بآخر الهجرات البدوية الكبرى التي ذكرها العلامة أحمد وصفي زكريا في كتابه عشائر الشام.

وقد قال الأمير بهيج بن ذبيان الزبيدي قصيدته المشهورة عندما تم تحديره من عاصمته عقدة في حائل:
إلا أنّ بهجياً بعد ذلك قد غزا حائل مع بعض قومه لأخذ الثأر، فقتل تسعين رجلاً من الجعفر الضياغم وتيتّم أبناؤهم، وسُمّي هذا الفخذ من الجعفر باليُتمان، ولا يزالوا يعرفون به حتى الآن، ثمّ رجع لدياره الجديدة في الجزيرة الفراتية في سوريا والعراق. وقد ذكر هذه الحادثة كل من المؤرخ عبد الرحمن بن زيد السويداء والعلامة حمد الجاسر. وهي مشهورة عند قبيلة عبدة الضيغمية.

### تاريخ العقيدات في الجزيرة الفراتية والفرات الأوسط في سوريا والعراق
بعد تتالي هجرة الزبيد من حائل، والتي ابتدأت بهجرة الأمير بهيج بن ذبيان الزبيدي والمنتهية بهجرة العقيدات الزبيد من منطقة عقدة، انطوت أغلب فرق الزبيد تحت لواءٍ واحد من جديد، وتمركزت في المنطقة الممتدة ما بين عانة إلى دير الزور على ضفاف نهر الفرات، وأخذت تغير على الحاضرة، وتهدد سلامة سفن النقل على نهر الفرات، والملاحة النهرية، واستفحل خطرها وشرّها.
 وقد ذكر ذلك مفصّلاً الإمام الفقيه العلامة أبو الخير زين الدين عبد الرحمن بن عبد الله السويدي البغدادي الشافعي المتوفى سنة 1200 هجرية  في كتابه الشهير  (حديقة الزوراء في تاريخ الوزراء) والمعروف بتاريخ بغداد.
إذ جاء فيه لأحداث سنة 1106 هجرية الموافق 1694 ميلادية، فصل بعنوان: «غزوة زبيد وإذلال كل ذي قوة عنيد»، إذ قال:«إنّ هؤلاء الأشقياء ومن والاهُم من أهل الفساد من تلك البيداء؛ كآل جُحيش وآل سعيد وآل عامر وآل خالد وآل دُليم وآل نوفل وعشائر الدليم والعقيدات والجنابيين، أظهروا الاعتزال وخرجوا عن طاعة العمال، واجتمعوا في مكان وصارت كلمتهم واحدة، لا يختلف فيها اثنان، وأبانوا شررا، وأبدوا نكداً وضررا، وقهروا العمال بشوكتهم، وقصموا الأبطال بسيوف صولتهم، فكم سارت إليهم الجحافل، وقطعت لدى طلبهم المراحل، فرجعوا خائبين، وآبوا على ما فعلوا نادمين. ففي السنة السادسة بعد المائة والألف للهجرة، حصل لهم مع قبيلة شمّر المُقَاتلة الهائلة، والمُجادلة القاتِلة، فقهروا شمر بعُددهم، وكسروا صولتهم بكثرة عَددهم، ولما غلبوا شمر، طلبوا النجدة من والي بغداد، وجعلوا عليه الاستناد، فجهز لهم من الجنود الخلق الكثير، وأرسل معهم الجم الغفير، وسيرهم إلى أعدائهم، فهرولوا إليهم، وبالغوا في عدائهم» انتهى.
وقد أُرفق في هامش الفصل وثيقة عثمانية عن تلك الغزوة الحكومية لقبائل زُبيد مع بيان أسماء عشائرها كما ذكرها العلامة السويدي.
ثم وبدخول القرن الثامن عشر الميلادي، بدأت قبائل الزبيد تنفصل عن بعضها وتتمايز، وذلك بسبب النماء والتكاثر الشديد فيها، فاستقلت كل قبيلة لوحدها، واستأثرت بديارٍ ومراعي خاصة بها، ثم لم يلبث الأمر حتى ضاقت بهم الأرض، ليستفحل العداء فيما بينهم هذه المرة، فكانت الصدامات العنيفة قد بدأت مع مطلع القرن الثامن عشر حتى منتصف القرن التاسع عشر الميلادي، ولتتمخض عنها ديار قبيلة العقيدات بحدودها الواسعة الممتدة على طوال ضفتي الفرات الأوسط في سوريا والعراق.

### تاريخ العقيدات الحديث وتحولها من صنف البدو الرّحل إلى صنف البدو نصف الرّحل
وقد ذكر ذلك العلّامة أحمد وصفي زكريا في كتاب عشائر الشام وماكس فون أوبنهايم في موسوعته (كتاب البدو) والعلامة كامل الغزّي في كتابه  (نهر الذهب في تاريخ حلب)، عن المعارك الطاحنة التي حدثت في تلك الفترة بين قبيلة العقيدات الزبيدية وبين سرايا الدولة العثمانية والتي انتهت بإخضاع العقيدات مؤقتًا، وتوطينها على ضفاف نهر الفرات في أرياف دير الزور وإجبارها على ترك الغزو والسلب، والحد من نجعتها وترحالها، وقد ساعد في ذلك سياسة التحفيز والتطميع التي مارستها الدولة العثمانية؛ بإعطاء البدو صكوك استملاك لأراضي شاسعة جداً، ورغد العيش وحلاوته الناجمة عن الإستقرار وعن المردود المادي الكبير لمحاصيل الحبوب التي بدأ البدو في زراعتها، فكان لذلك أن تقل حركة ترحالهم ونجعتهم، لتصبح محدودة في نطاق 150 كيلو متر، بحيث أنهم كانوا يسكنون صيفاً على ضفاف نهر الفرات في أكواخهم، ويرحلون شتاءً نحو البادية ليسكنوا في بيوت الشعر، فقلّ امتلاكهم للإبل وزاد امتلاكهم للشياه، لينتقلوا من نمط حياة البدو الرحل إلى نمط حياة البدو نصف رحل. وقد ذكر العلامة أحمد وصفي زكريا في كتاب عشائر الشام، أنهم كانوا يملكون 1300 بعير مقابل 60000 من الشياه عام 1917 ميلادية.
وقد جاء في موسوعة البدو للمستشرق الألماني ماكس فون أوبنهايم في الجزء الأول، صفحة 328: «ما أن انتهت معارك قبيلة العقيدات مع القبائل المجاورة حتى اصطدمت بالحكومة  التي عزّزت في بدايات الستينات مواقعها على نهر الفرات ببناء المعسكرات، وتم ترفيع دير الزور إداريًا إلى مرتبة سنجق (لواء)، الأمر الذي أجبر حكامها على خوض معارك عنيفة مع البدو، استمرت إلى عام 1876 عندما تم اخضاع العقيدات».
ويزيد أحمد وصفي زكريا في كتابه عشائر الشام عن تلك الأحداث في الصفحة 573 :«بعد أن استقرّت قبيلة العقيدات في وادي الفرات، ودحرت منه عشائره، تبسّطت وصارت عنصر فتن وقلاقل في هذه الديار التي كانت مهملة في عهود الانحطاط الأخيرة للدولة العثمانية، فقد كانت حوادث السلب والنهب وشن الغارات لا تنقطع، وطريق القوافل من حلب إلى بغداد غير آمن، إلى أن كان عهد السلطان عبد العزيز الأول، عندما مرَّ المشير عمر باشا الكرواتي في طريقه إلى بغداد، وضرب دير الزور معقل قبيلة العقيدات، وجاء بعده ثريا باشا ملك زادة والي حلب سنة 1281 هجرية (1861) ميلادية، على رأس قوة كبيرة ودخل دير الزور، وأخضع قبيلة العقيدات وغيرهم من عشائر الفرات، وحملهم على التحضّر والزرع والحرث وأنشأ قضاء في دير الزور وعهد به إلى قائمقام، اسمه عمر باشا أبي منقور لنقرة كانت في أنفه ، ثم بعد ذلك تم جعل دير الزور مركز لواء مستقر عام 1297 هجرية (1879) ميلادية، مرتبط بعاصمة السلطنة مباشرة، يضم محافظتي الفرات (ديرالزور والرقة) والجزيرة وناحية تدمر وقسم من لواء الموصل، إلا أن العقيدات لم يتوبوا إلا بعد حملات متكررة من سرايا الجند البغالة، خاصة في زمن أرسلان باشا وفي زمن المتصرّفين الذين خلفوه لاسيّما  أحمد رشيد باشا عام 1319 هجرية (1899) ميلادية»
وبعد انتهاء العهد العثماني كان للعقيدات تاريخ كبير في دائرة الصراع الجديد، وهذا ما ذكره المستشرق الألماني البروفيسور ماكس فون أوبنهايم وزميليه الدكتور ورنر كاسكل وآرش برونيلش في موسوعة البدو عن معارك قبيلة العقيدات الزبيدية ضد المستعمر البريطاني والفرنسي في الجزء الأول ، صفحة 114 وصفحة 329 والذي ذكره أيضا العلامة أحمد وصفي زكريا في كتابه كتاب عشائر الشام في الصفحة 574:
"ما أن انسحب العثمانيون من محافظة دير الزور السورية الحدودية مع العراق عام 1918 م حتى ثارت العقيدات على الانكليز الذين كانوا قد وصلوا من العراق إلى ديارهم وجرت فيها معارك عديدة في الصالحية ووادي علي وتل مدقوق في شتاء سنة 1919 م وربيعها، دارت فيها الدائرة على الإنكليز وقتل المئات منهم، رغم طائراتهم وسياراتهم المسلحة، وقد أسقط العقيدات وقتها عددًا من هذه الطائرات، واستولوا على عدد من تلك السيارات وذبحوا ركابها، كما نهبوا مدينة البوكمال السورية، فانسحب الإنكليز إلى وراء الحد الذي رسموه وراء مدينة القائم العراقية، وتركوا الديار لأهلها وكانت تلك الأحداث هي شرارة ثورة العشرين في العراق. ثم جاء الفرنسيون سنة 1920 م بعد احتلالهم لدمشق وحلب نحو دير الزور ووادي الفرات لإخضاعه، وكانوا بقيادة الرئيس ترانكا، فقاومتهم فرقة من العقيدات وخرّبت الجسور في طريقهم، إلى أن بلغوا دير الزور واحتلّوها في تشرين الأول سنة 1920 م، لكن العقيدات لم يرق لها الأمر وشرعت تناوئهم، ونهبت عشيرة من العقيدات قافلة عسكرية قادمة من حلب، وهاجمت عشيرتين منها سرية فرنسية جنوب دير الزور، وفتكتا بها، ولما قصفتهم الطائرات قاموا وهاجموا مطار ديرالزور وأحرقوا سبع طائرات، فجاءت حملة عسكرية فرنسية كبيرة من مدينة حلب بقيادة الزعيم دييفور، فقام بجيشه ومدافعه بمهاجمة الضفة اليسرى لنهر الفرات بقرية خشام التي كان يسكنها عشيرة صغيرة من قبيلة العقيدات، وكانوا هؤلاء لما أحسوا بالجيش أبعدوا نساءهم وعيالهم وحلالهم للضفة الأخرى من النهر، واستعدوا للبراز، واستبسلوا وفتكوا بالمهاجمين، وكان أحدهم حين ينفد عتاده، يلقي بنفسه إلى نهر الفرات ويسبح للضفة الأخرى وينجو بنفسه. ثم زحف دييفور بجيشه إلى البصيرة عند مصب نهر الخابور فدافعت العشائر عن نفسها بقوة ولا سيما عشيرة البكيّر من قبيلة العقيدات، إلى أن سقطت البصيرة تحت قصف الطائرات وقذائف المدافع، وقد مني جيش دييوفر في هذه العساكر بخسائر جسيمة اعترف بها الكتاب الذهبي لجيوش الشرق"".
وكذلك كانت معارك العقيدات عند جلاء المستعمر عن الديار، لتتحرر مناطقهم قبل تحرر القطر السوري بسنة كاملة.